# لوشاشة (امهيولة)
لوشاشة هو دُوَّار يقع بجماعة أولاد حمدان، إقليم الجديدة، جهة الدار البيضاء سطات في المملكة المغربية. ينتمي الدوّار لمشيخة امهيولة التي تضم 16 دوار. يقدر عدد سكانه بـ 446 نسمة حسب الإحصاء الرسمي للسكان والسكنى لسنة 2004.

## روابط خارجية
- البوابة الوطنية للجماعات الترابية نسخة محفوظة 12 مارس 2018 على موقع واي باك مشين.
- المندوبية السامية للتخطيط